# جرگوویتسه
جرگوویتسه (به لهستانی:  Dziergowice) یک روستا در لهستان است که در گمینا بیراوا واقع شده‌است. جرگوویتسه ۳٬۰۰۰ نفر جمعیت دارد.

## نگارخانه

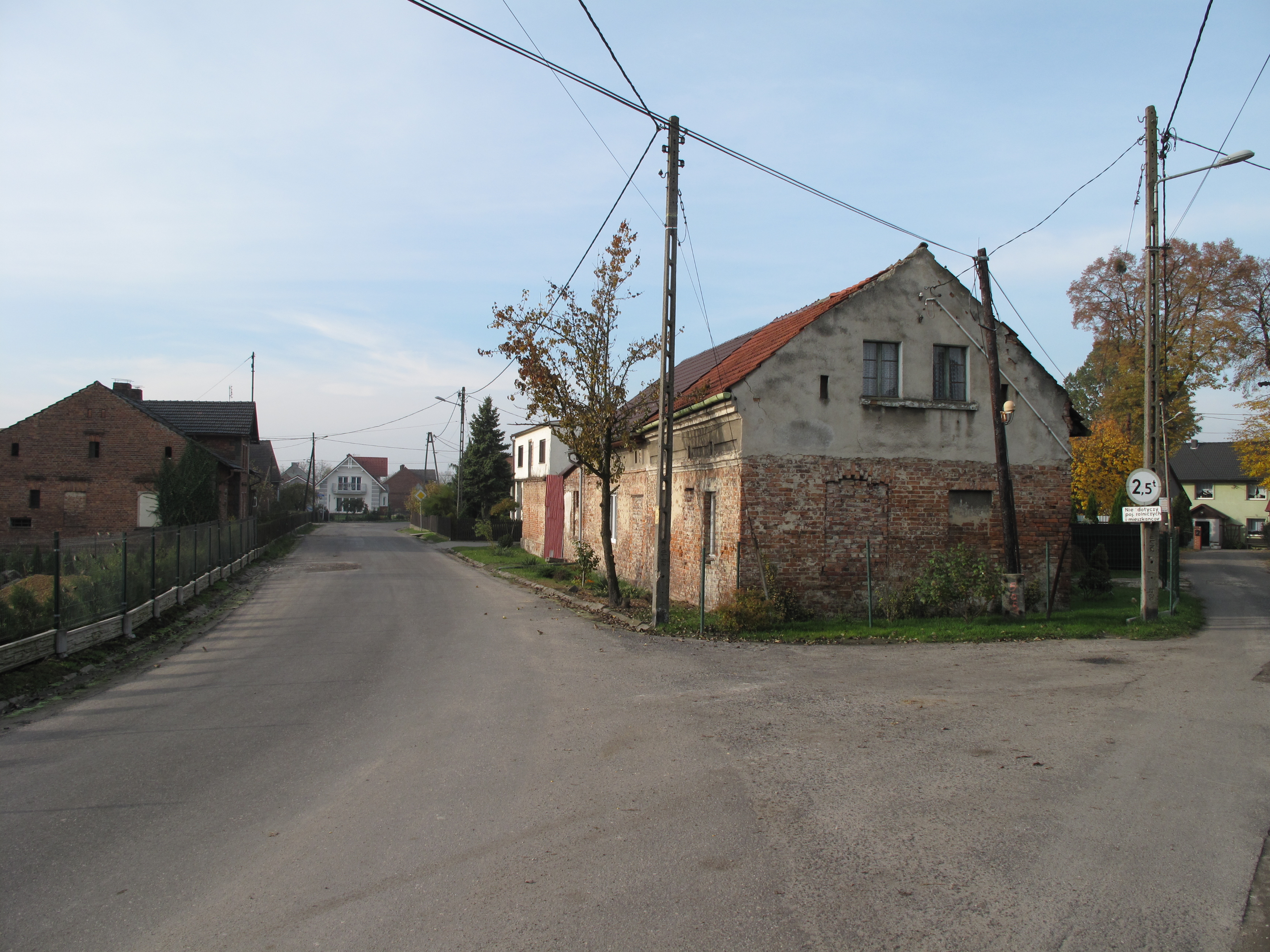
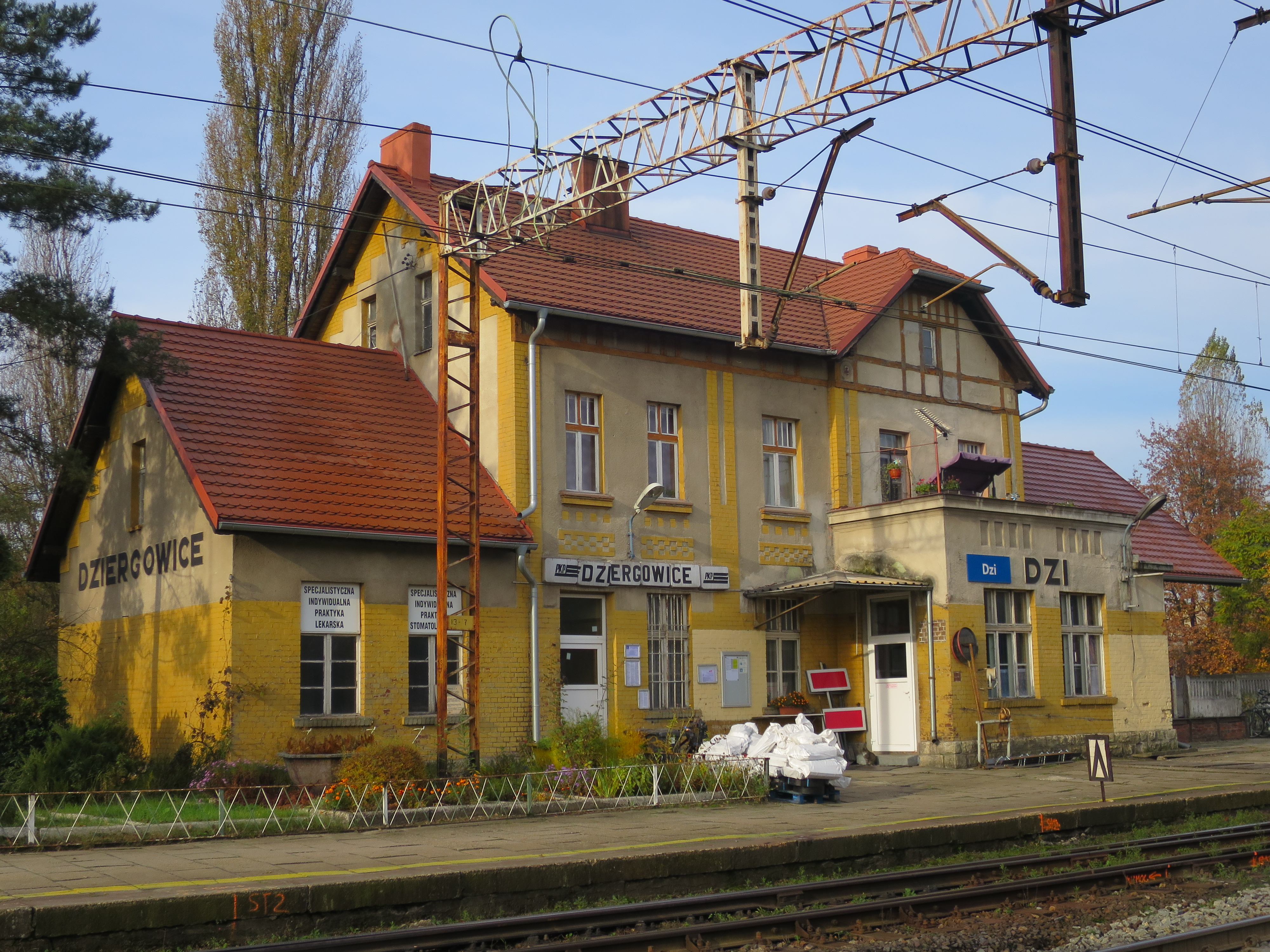
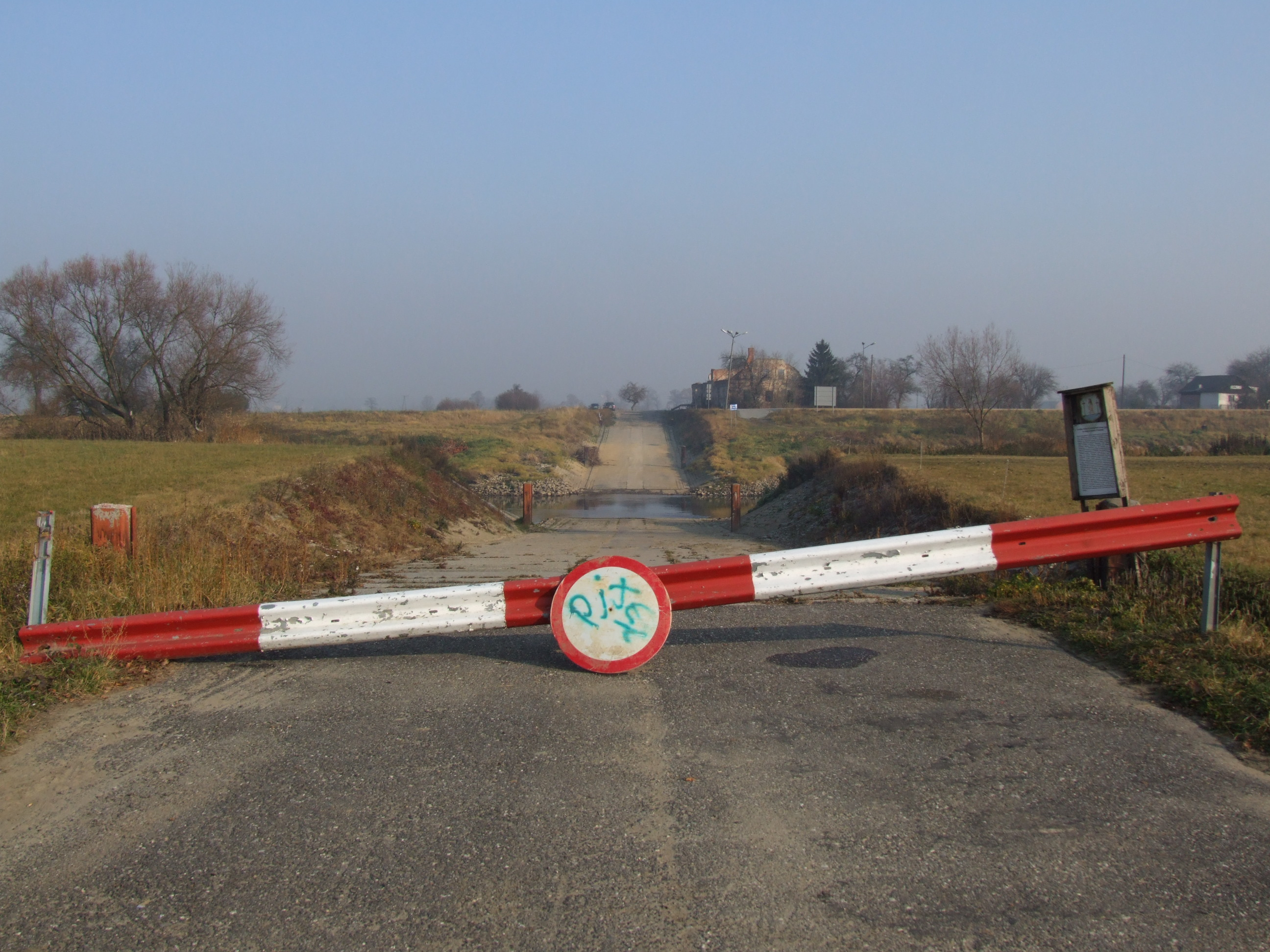